# Tilleul de danse d'Effeltrich
 (signalé en mai 2025).
Si vous disposez d'ouvrages ou d'articles de référence ou si vous connaissez des sites web de qualité traitant du thème abordé ici, merci de compléter l'article en donnant les références utiles à sa vérifiabilité et en les liant à la section « Notes et références ».
- Archive Wikiwix
- Bing
- Cairn
- DuckDuckGo
- E. Universalis
- Gallica
- Google
- G. Books
- G. News
- G. Scholar
- Persée
- Qwant
- (zh) Baidu
- (ru) Yandex
- (wd) trouver des œuvres sur Wikidata

Le tilleul de danse d'Effeltrich (allemand : Tanzlinde), également appelé tilleul millénaire (Tausendjährige Linde) ou tilleul du village (Dorflinde)) est un tilleul de danse et un tilleul à grandes feuilles (Tilia platyphyllos) situé à Effeltrich, en Haute-Franconie, à la limite ouest de la Suisse franconienne. Le tilleul de danse se trouve sur la place du village, en face de l'église fortifiée. L'arbre a servi pendant des siècles de lieu central de réunion, de thing et de tribunal et, aux XIXe et XXe siècles, de lieu de fête et de danse. Ce qui frappe, c'est la forme ovale et plate de son feuillage, qui est due à l'extraction du liber pour la culture des arbres fruitiers. Le tilleul est considéré comme le plus beau des nombreux tilleuls de village de la région franconienne. De nombreux récits, histoires et légendes sont attribués au tilleul en raison de sa longue histoire.

## Histoire

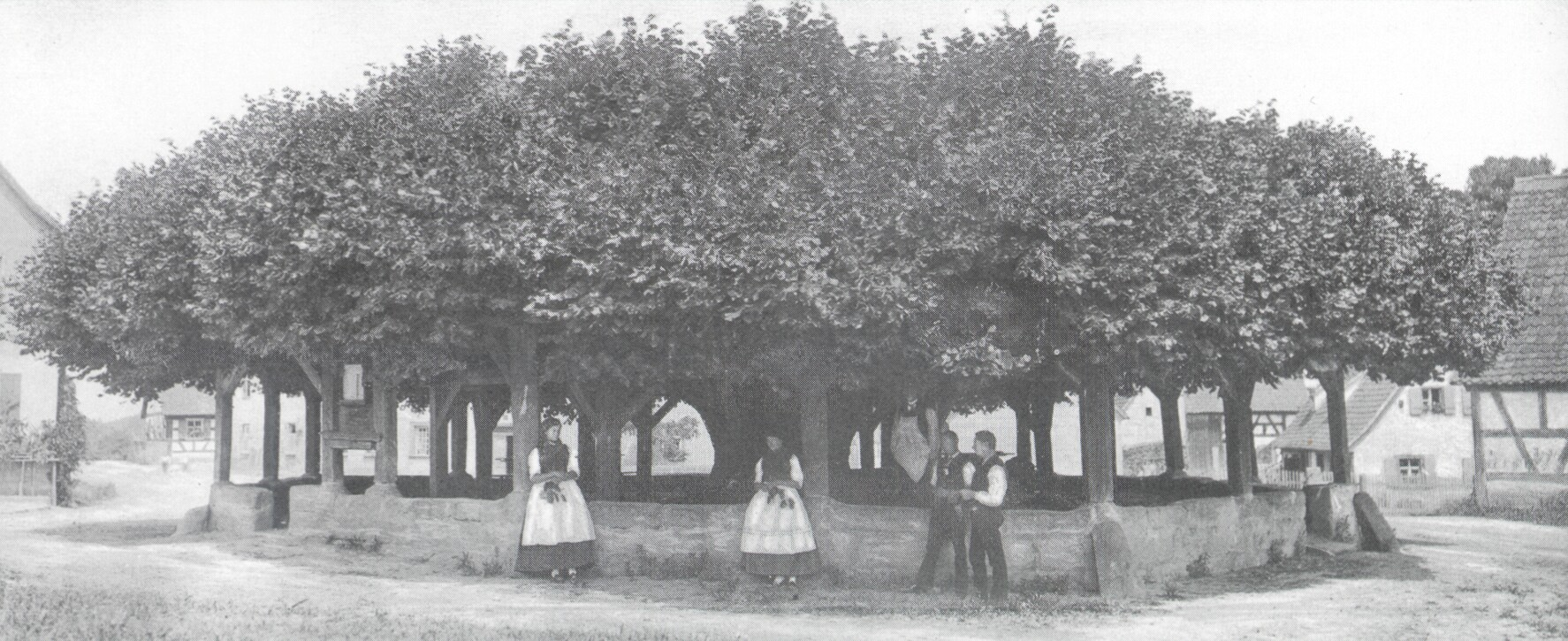
En 1900

## Galerie

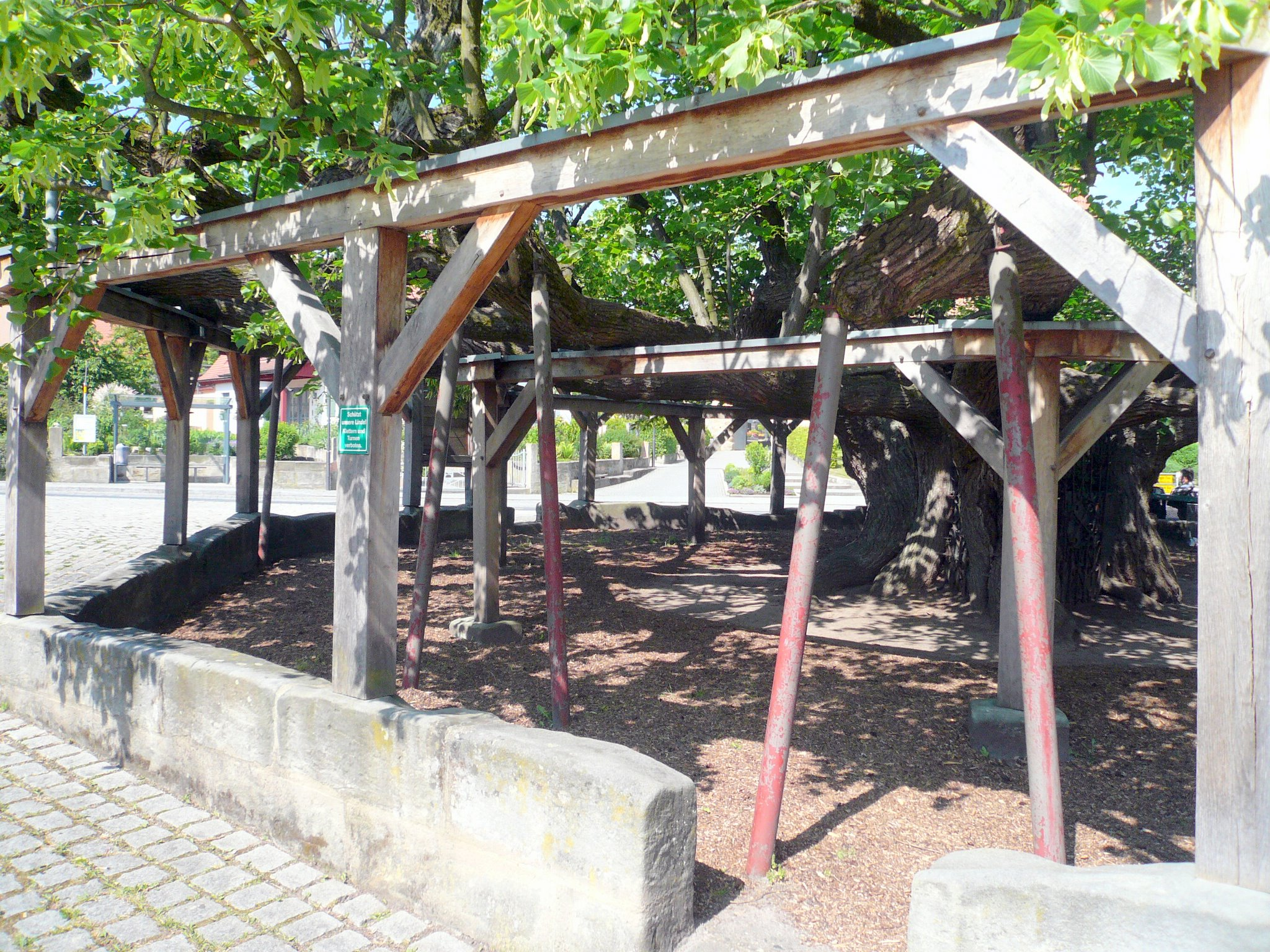
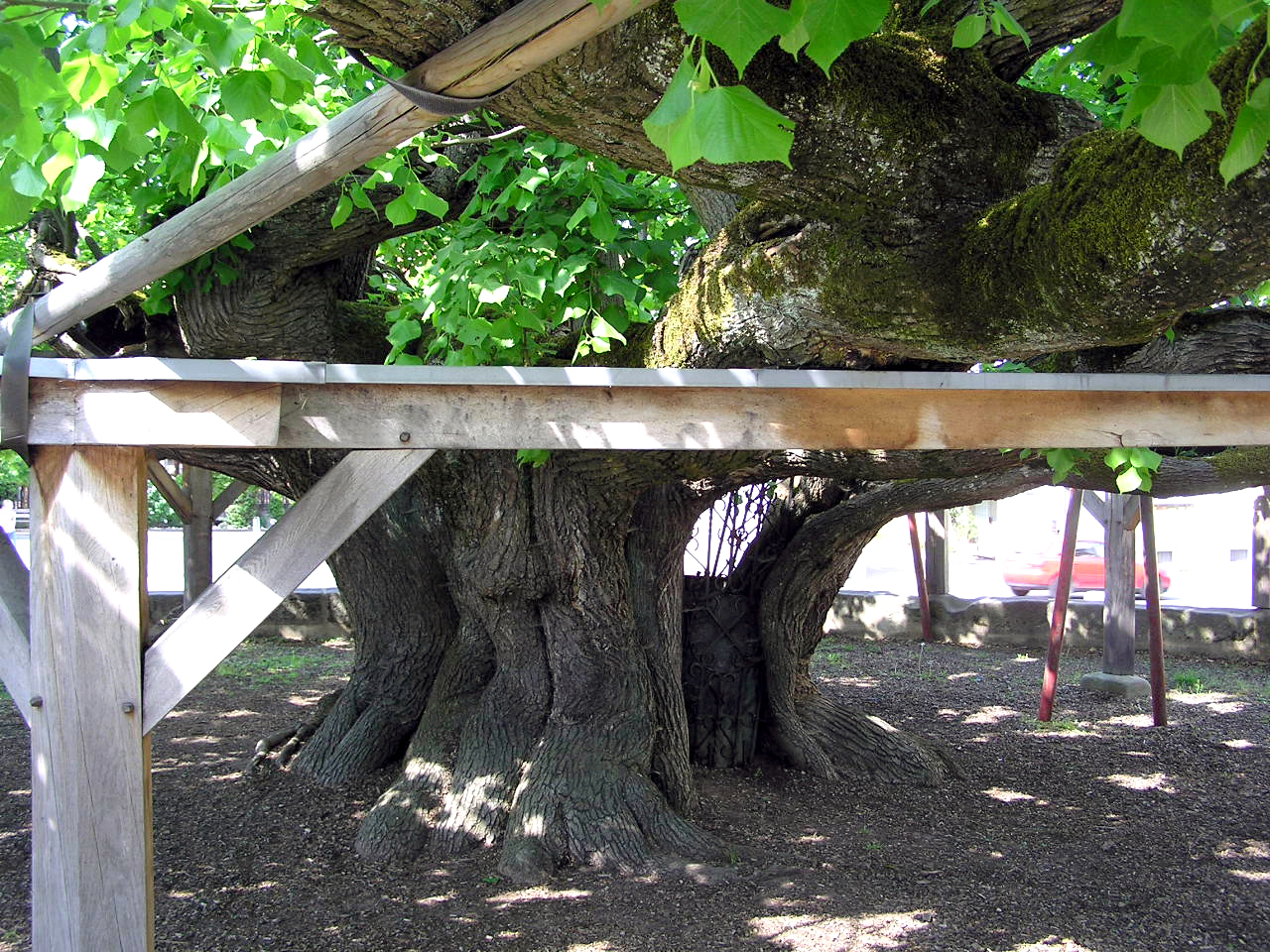
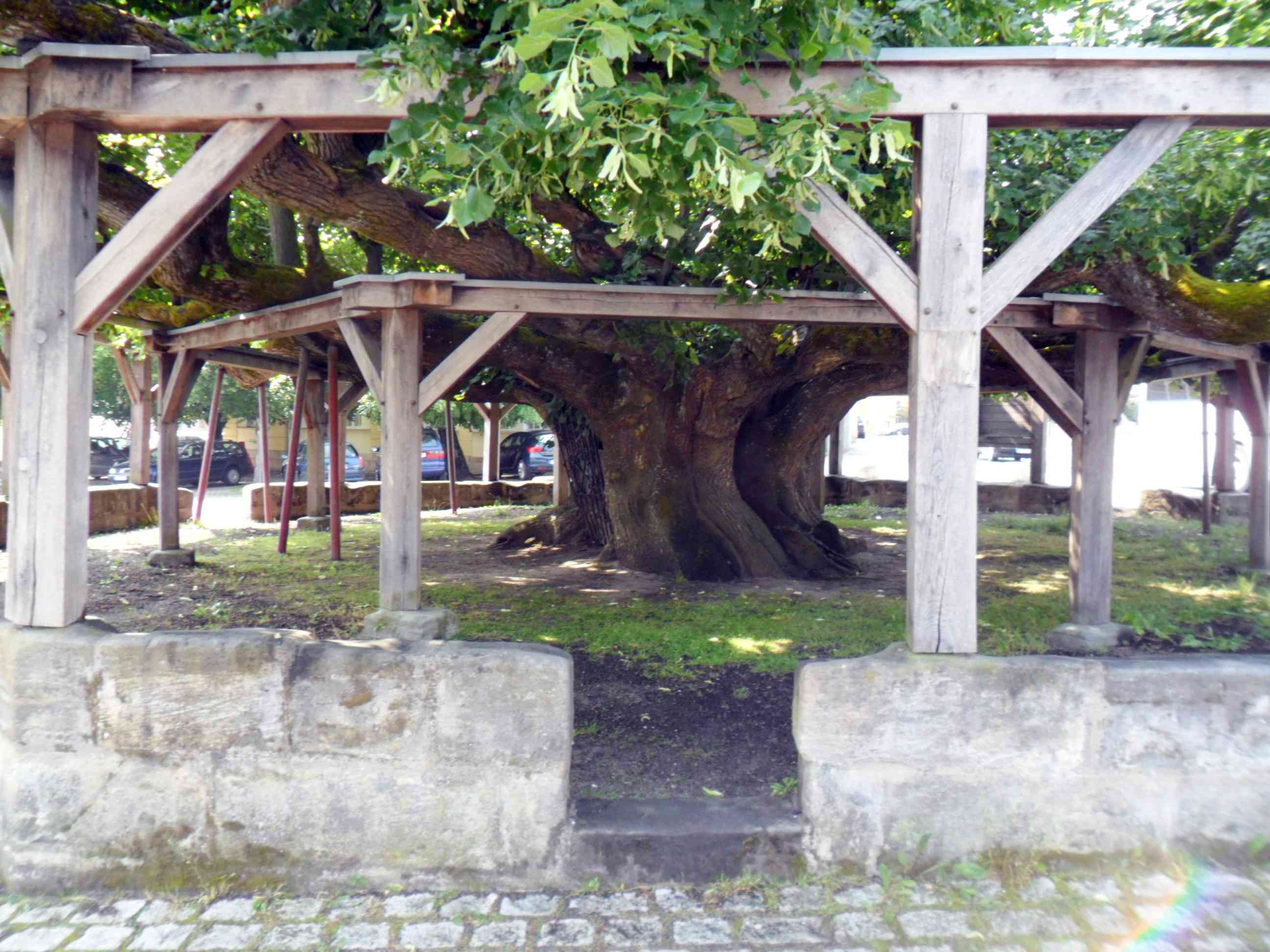
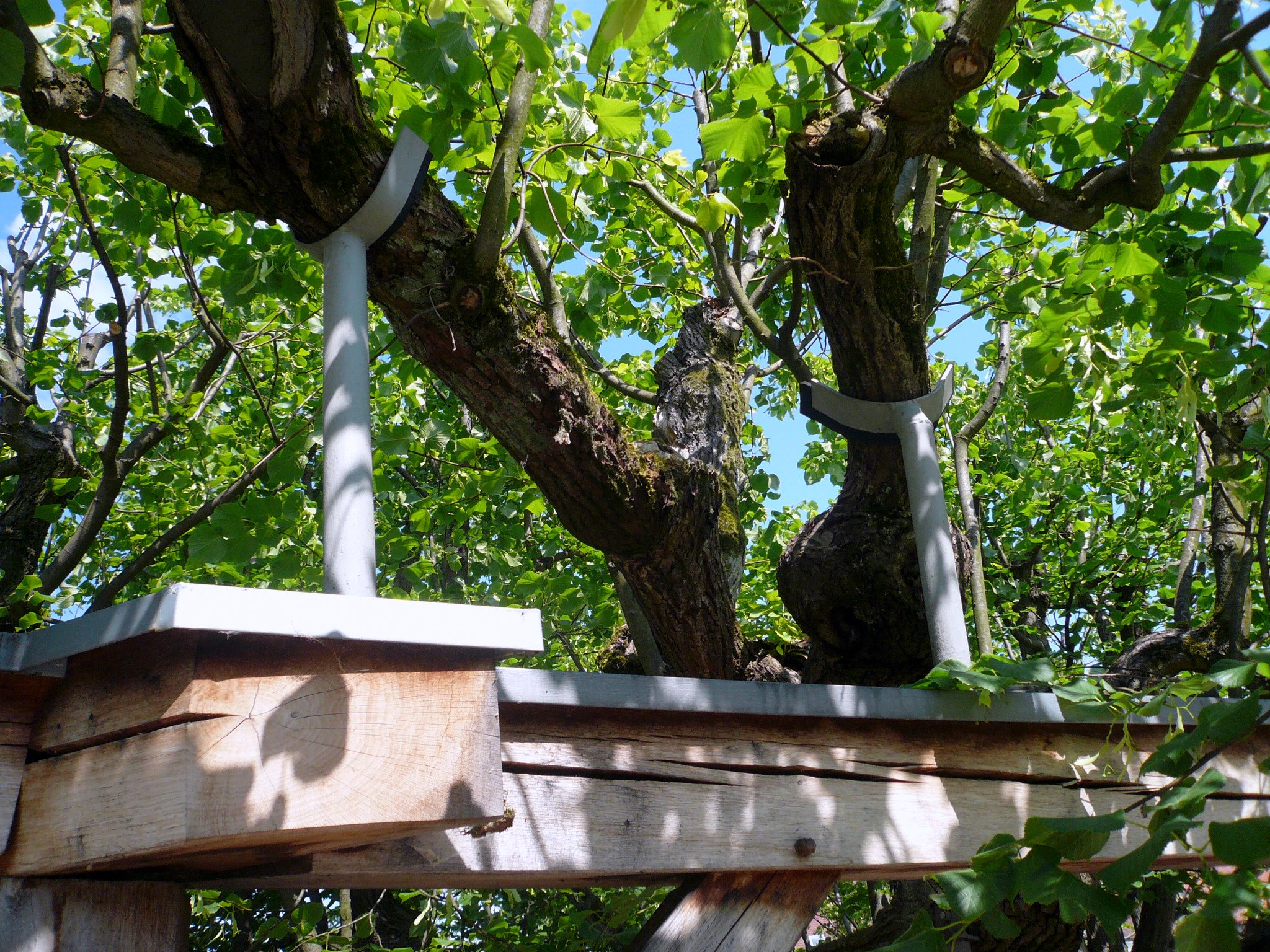
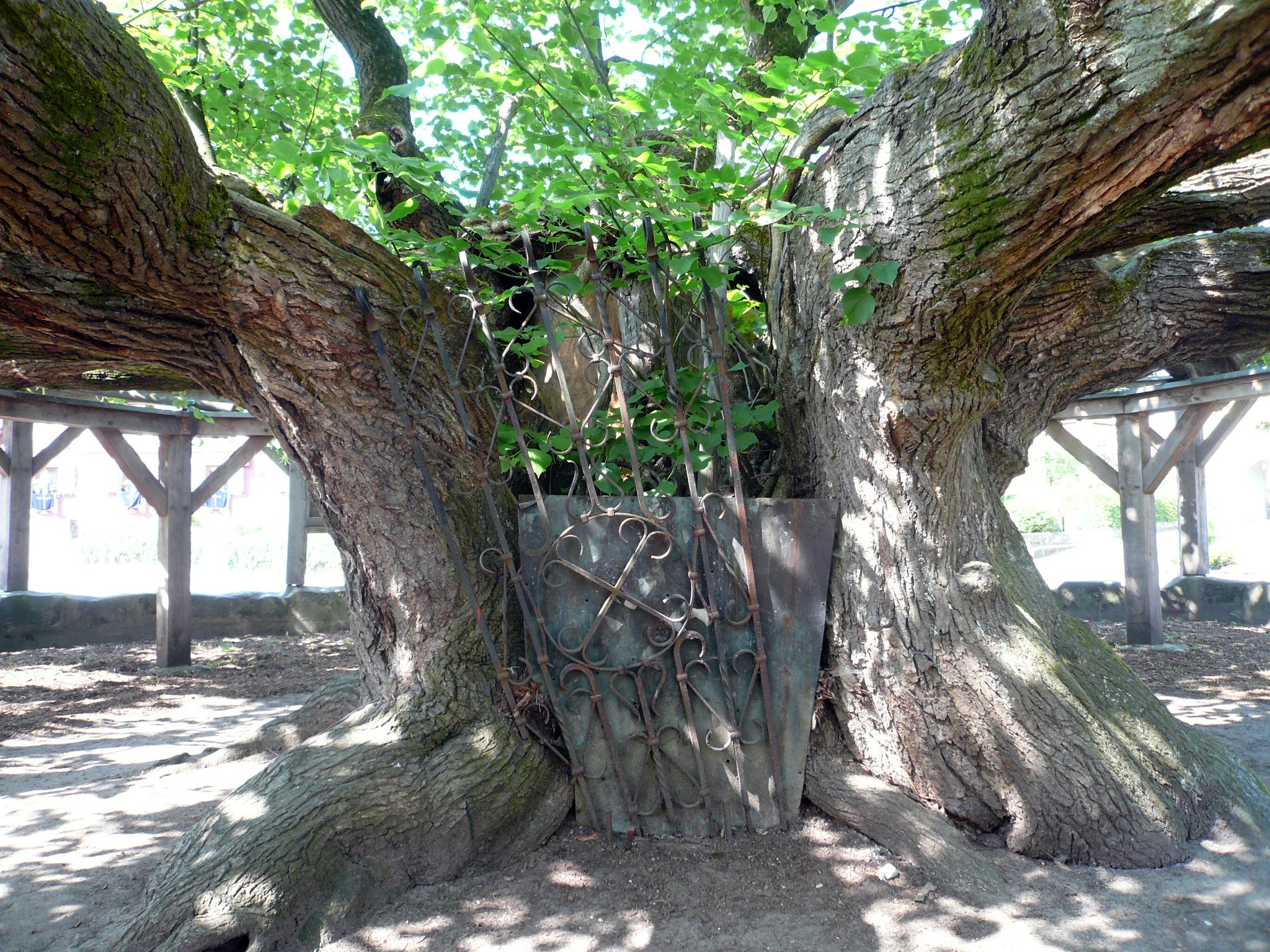